# Basso (Napoli)

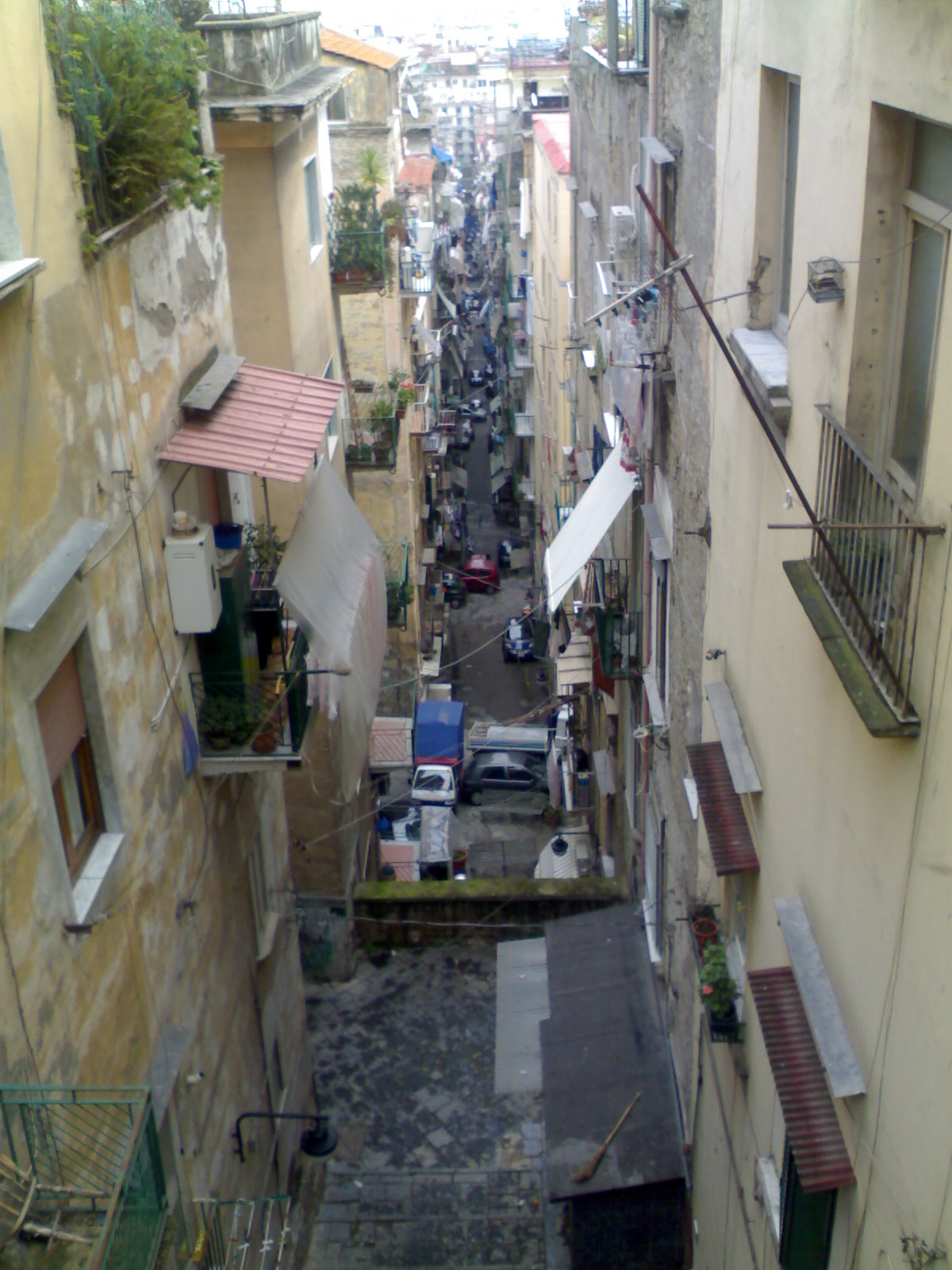
I quartieri Spagnoli, dove è possibile trovare numerosi bassi.

Il basso, anche noto con il termine napoletano di 'o vascio, è una piccola abitazione di uno o due vani posta al piano terra, con accesso diretto sulla strada, tipica del centro storico di Napoli.

## Geografia antropica

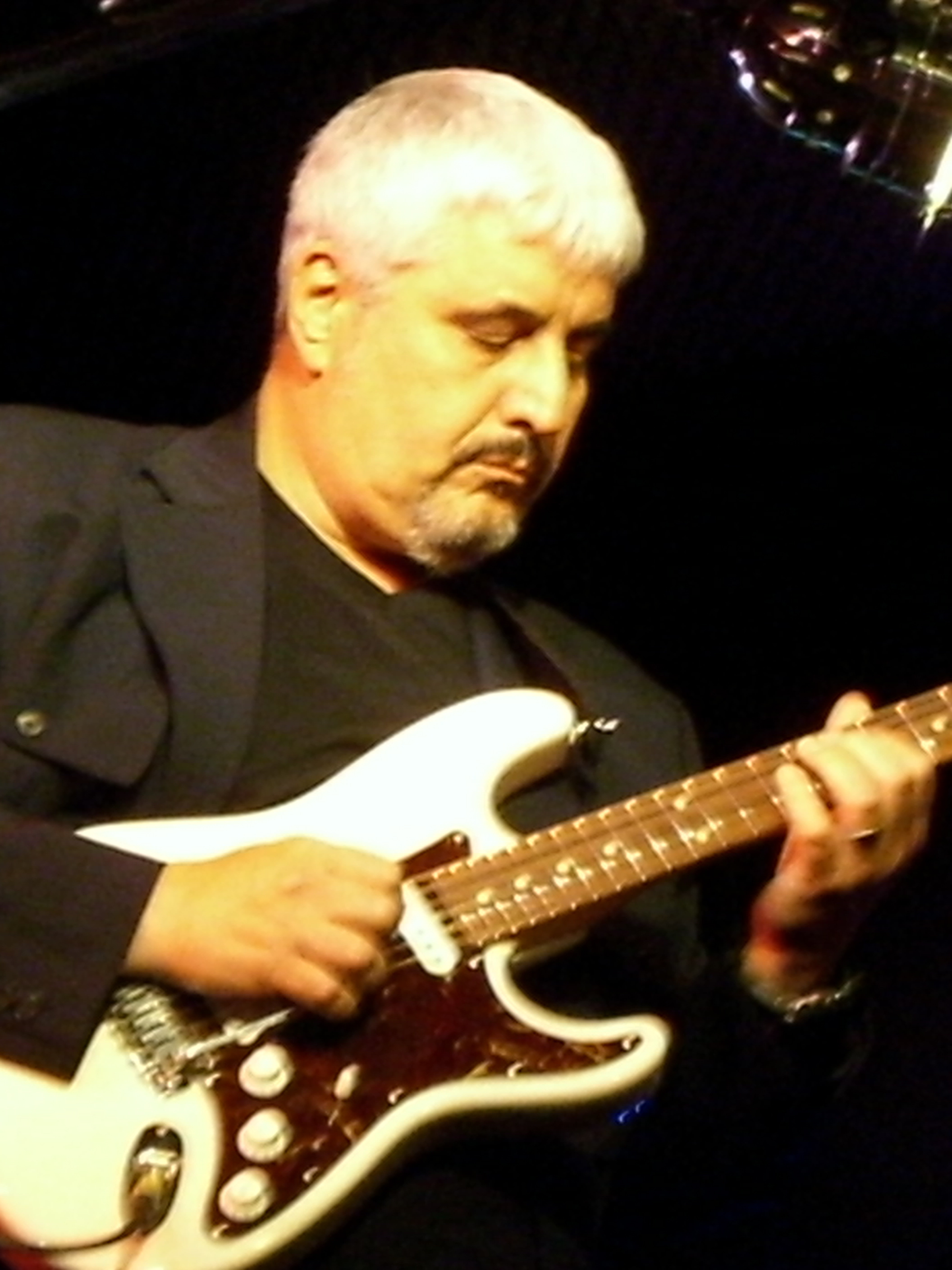
Pino Daniele visse i suoi primi anni in un basso del Quartiere Porto

Nati dopo l'esplosione demografica napoletana del XVII secolo, il termine indicava generalmente abitazioni al piano terra di un edificio, cui si appoggiava una stanza (con o senza finestra) affacciata direttamente sulla strada, al suo livello o leggermente sotto. Svolge le funzioni di cucina e camera da letto, dove tutti i membri di una famiglia si accumulano in uno spazio limitato. Il basso può includere un secondo pezzo cieco di seguito.
La natura malsana dei bassi proviene sia dalla mancanza di servizi igienici che dalla loro posizione geografica in città: erano relativamente meno malsani quelli collocati in pendenza, rispetto alle zone più umide a livello costiero. Prima della legge del 1885 sul risanamento dell'area a ridosso del porto, il termine veniva anche usato per designare abitazioni di fortuna costruite presso i moli, sotto un ponte o in una grotta.
I bassi, caratteristici di Napoli, ma anche del circondario partenopeo, sono tuttavia considerati espressione di disagio economico e sociale dei contesti popolari.

## Storia
Con precisione la storia del basso non è attendibile: molti si richiamano ai testi del Boccaccio del XIV secolo; altre citazioni - in piena epoca barocca - si rinvengono nel Pentamerone di Giambattista Basile. 
Una vera menzione di basso è dell'Ottocento da parte di Antonio Ranieri, al quale seguirono altri.
Nel corso dei secoli questi luoghi sono stati teatro di tragici avvenimenti nella storia di Napoli come le numerose epidemie di peste e colera per colpa delle cattive condizioni igieniche. Dopo l'Unità d'Italia scoppiarono cinque epidemie di colera e il governo italiano promosse la legge per il risanamento dei quartieri bassi (Porto, Pendino) per potervi realizzare grandi opere urbanistiche e migliorare la salute dei cittadini. Altre epidemie determinate da questi luoghi malsani si presentarono il 1º ottobre 1943.
Secondo il censimento realizzato nel 1881 i bassi erano 22 785 e 105 257 i napoletani che ci vivevano; nel 1931 i bassi erano cresciuti a 43 507 con una popolazione di 218 865, quindi quasi il 26% dei napoletani viveva in condizioni penose, mentre negli anni cinquanta erano 65 000 e oggi si stima 40 000. Durante il fascismo i bassi vennero evacuati, ma furono rioccupati durante la guerra, ed ancora oggi si possono vedere questo tipo di abitazioni anche nei quartieri popolari di nuova costruzione. Oggi è tuttavia diffusa la riconversione in botteghe, cantine, garage; inoltre in molti bassi del centro antico è possibile trovare botole che portano al sottosuolo di Napoli, dove è spesso possibile vedere i preziosi resti greco-romani, rimasti inglobati sotto terra.

## Influenza artistica

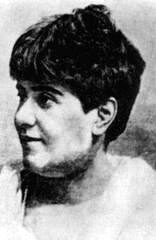
Matilde Serao ha offerto una buona descrizione dei bassi

Una descrizione dei bassi la offre Matilde Serao, che visse per alcuni anni in un basso di Piazzetta Ecce Homo e li descrive così:
Mentre il basso è un'abitazione destinata al popolo che non può permettersi altre soluzioni abitative, il drammaturgo Eduardo De Filippo riuscì a trarre ispirazione dai bassi, visti come ambientazione spesso insostituibile delle sue famose commedie, dove esalano cattivi odori, ma vi brulica una umanità viva e ricca di sentimenti; dei bassi ha parlato anche Curzio Malaparte, che ne rievoca le miserie nei suoi testi.